# Clusia vittata
Clusia vittata är en tvåhjärtbladig växtart som beskrevs av José Cuatrecasas. Clusia vittata ingår i släktet Clusia och familjen Clusiaceae. Inga underarter finns listade i Catalogue of Life.